# Штакеншнейдер, Елена Андреевна
Елена Андреевна Штакеншне́йдер (2 [14] апреля 1836, Санкт-Петербург — 28 августа [9 сентября] 1897, Санкт-Петербург) — хозяйка популярного в Петербурге литературного салона. Автор неоднократно переиздававшихся мемуаров, дневников и писем — ценных источников о литературной и общественно-политической жизни Российской империи второй половины XIX века. Старшая дочь архитектора А. И. Штакеншнейдера.

## Биография
Елена Андреевна Штакеншнейдер родилась 2 (14) апреля 1836 в Санкт-Петербурге, в семье придворного архитектора А. И. Штакеншнейдера. С рождения страдала искривлением костей таза и бедра, не могла нормально ходить, что не помешало проявиться её живой и деятельной натуре. Письма к А. Г. Достоевской она подписывала: «Вся ваша и с костылями».
Продолжая традицию отца, вела на дому знаменитый на весь Петербург литературный салон. В отличие от отца, проводившего встречи по воскресеньям, днём её салона (журфикс) были вторники.

## Могила
Елена Андреевна Штакеншнейдер скончалась в 1897 году и была похоронена возле отца в семейном склепе на кладбище при Троице-Сергиевой пустыни. После революции кладбище было заброшено, а позднее ликвидировано. Так были утрачены могилы многих известных в истории людей, включая архитектора Штакеншнейдера и его семью.
Летом 1985 года при проведении работ на бывшем кладбище были обнаружены подземные части кирпичных склепов, в одном из которых лежали останки пожилого мужчины, в другом — пожилой женщины с выраженной патологией тазовой кости и крестца. Склепы находились в 34 метрах от апсиды сохранившейся церкви Григория Богослова и по разысканным старым планам кладбища всё указывало на то, что останки с патологией должны принадлежать старшей дочери архитектора Штакеншнейдера, а другие тогда ему самому.
Ввиду важности находки была запрошена помощь судебных медиков. Генетическая дактилоскопия была на тот момент открыта лишь год назад и только входила в широкое использование в криминалистике. Были применены стандартные методы анализа. Для сравнения восстановленных черт лица использовали прижизненные изображения Елены Штакеншнейдер: портрет кисти И. А. Гоха 1860 года и единственный известный калотип фотографии 1860—1870 годов (ныне выставлен в музее Достоевского, использован в карточке данной статьи). Одновременно был поставлен точный диагноз патологии костей. По сумме всех фактов было доказательно показано, что найдены могилы именно Штакеншнейдера и его старшей дочери.